# Гонорар
Гонора́р (лат. honorarium «вознаграждение за услугу»), а́вторское вознагражде́ние — денежная плата за труд лицам «свободных профессий»: психоаналитикам, писателям, художникам, дизайнерам, артистам, музыкантам, композиторам, моделям, адвокатам, врачам, педагогам, философам, журналистам.

## Авторский гонорар в России
В первой четверти XIX века книжная торговля в Российской империи была очень слаба, но всё-таки издательство получало незначительный доход, при том что авторам произведений гонорар не выплачивался.
Пушкин, нуждавшийся в деньгах и живший, главным образом, от дохода со своих сочинений, поставил этот вопрос на практическую почву. Он не только не стыдился своего литературного заработка, не только не скрывал, что печатание его сочинений даёт ему средства в жизни, но и настойчиво указывал на это.

Не продаётся вдохновенье,

Но можно рукопись продать.— А. С. Пушкин, «Разговор книгопродавца с поэтом»
Вместе с тем существовало сильное предубеждение против литературного заработка: получать плату за свои сочинения, особенно за стихи, казалось почти святотатством, оскорблением своего поэтического творчества, неуважением к искусству.
Сегодня в России отношения, возникающие в связи с созданием произведений науки, литературы и искусства, в том числе и гонорар (регулируемые ранее Законом РФ от 9 июля 1993 N 5351-1), регулируются Законом № 231-ФЗ (часть четвёртая ГК РФ, гл. 70 ГК РФ). Публикуя произведения науки, литературы и искусства, издательства выплачивают вознаграждения их авторам (авторский гонорар) в соответствии с договором. Выплата гонорара может быть предусмотрена в форме установленых разовых или периодических платежей, процентных отчислений от дохода (выручки) либо в иной форме.
В 2000-х годах авторский гонорар в России составлял в среднем 15 % от стоимости каждой книги, в то время издательство «Манн, Иванов и Фербер» выплачивало гонорар, который «составлял 10 % от оптовой цены» книги.

#### Гонорар успеха в юриспруденции
В адвокатском сообществе России вопрос использования гонорара успеха в договорах был разрешён только в 2020 году с момента принятия Федеральной палатой адвокатов РФ соответствующих правил.  Ранее суды отказывали во взыскании «гонорара успеха» считая соответствующие условия договоров ничтожными, обосновывая свою позицию Определением Верховного суда от 26.02.2015 по делу № А60-11353/2013, в котором указано, что гонорар успеха не может быть взыскан в качестве судебных расходов с процессуального оппонента клиента, который не является стороной указанного соглашения.
Гонорар успеха в гражданских спорах, если он установлен в дополнение к основной оплате, составляет в среднем 9 % (диапазон от 1–3 % до 20 %) от суммы иска в зависимости от категории. Если же оплата состоит только из гонорара успеха, то средний процент составит от 10 до 15 % (диапазон от 2–10 % до 10–25 %).